# Sorbus cheddarensis
Sorbus cheddarensis är en rosväxtart som beskrevs av L.Houston och Ashley Robertson. Sorbus cheddarensis ingår i släktet oxlar, och familjen rosväxter. Inga underarter finns listade i Catalogue of Life.